# Liabum grandiflorum
Liabum grandiflorum là một loài thực vật có hoa trong họ Cúc. Loài này được (Kunth) Less. mô tả khoa học đầu tiên năm 1831.